# Acacia olgana
Acacia olgana é uma espécie de leguminosa do gênero Acacia, pertencente à família Fabaceae.